# Bruno Garlej
 (mai 2025).
La mise en forme du texte ne suit pas les recommandations de Wikipédia : il faut le « wikifier ».
Les points d'amélioration suivants sont les cas les plus fréquents. Le détail des points à revoir est peut-être précisé sur la page de discussion.
- Les titres sont pré-formatés par le logiciel. Ils ne sont ni en capitales, ni en gras.
- Le texte ne doit pas être écrit en capitales (les noms de famille non plus), ni en gras, ni en italique, ni en « petit »…
- Le gras n'est utilisé que pour surligner le titre de l'article dans l'introduction, une seule fois.
- L'italique est rarement utilisé : mots en langue étrangère, titres d'œuvres, noms de bateaux, etc.
- Les citations ne sont pas en italique mais en corps de texte normal. Elles sont entourées par des guillemets français : « et ».
- Les listes à puces sont à éviter, des paragraphes rédigés étant largement préférés. Les tableaux sont à réserver à la présentation de données structurées (résultats, etc.).
- Les appels de note de bas de page (petits chiffres en exposant, introduits par l'outil «  Source ») sont à placer entre la fin de phrase et le point final[comme ça].
- Les liens internes (vers d'autres articles de Wikipédia) sont à choisir avec parcimonie. Créez des liens vers des articles approfondissant le sujet. Les termes génériques sans rapport avec le sujet sont à éviter, ainsi que les répétitions de liens vers un même terme.
- Les liens externes sont à placer uniquement dans une section « Liens externes », à la fin de l'article. Ces liens sont à choisir avec parcimonie suivant les règles définies. Si un lien sert de source à l'article, son insertion dans le texte est à faire par les notes de bas de page.
- La présentation des références doit suivre les conventions bibliographiques. Il est recommandé d'utiliser les modèles {{Ouvrage}}, {{Chapitre}}, {{Article}}, {{Lien web}} et/ou {{Bibliographie}}. Le mode d'édition visuel peut mettre en forme automatiquement les références.
- Insérer une infobox (cadre d'informations à droite) n'est pas obligatoire pour parachever la mise en page.

Pour une aide détaillée, merci de consulter Aide:Wikification.
Si vous pensez que ces points ont été résolus, vous pouvez retirer ce bandeau et améliorer la mise en forme d'un autre article.
 (octobre 2018).
Si vous disposez d'ouvrages ou d'articles de référence ou si vous connaissez des sites web de qualité traitant du thème abordé ici, merci de compléter l'article en donnant les références utiles à sa vérifiabilité et en les liant à la section « Notes et références ».
 (novembre 2022).
Il peut être nécessaire de l'améliorer pour respecter le principe de neutralité de point de vue. Veuillez consulter la page de discussion pour plus de détails.

Bruno Garlej (né le 11 mars 1957 à Versailles) est compositeur, violoniste, pédagogue, chef d’orchestre, directeur de Conservatoire.

## Biographie
Né le 11 mars 1957 à Versailles, compositeur, violoniste, pédagogue et chef d’orchestre. Formé aux Conservatoires Nationaux de Région de Versailles et de Boulogne-Billancourt, il se perfectionne en parcourant le monde auprès de nombreux musiciens réputés. Parallèlement à une carrière musicale intense, il poursuit sa formation à l'Institut de Musicothérapie de Paris, à l’INET (Institut National des Etudes Territoriales de Strasbourg - Promotion Edgar MORIN), à l’OIT (organisation internationale du travail) situé à Turin et à l'ESSEC (École supérieure des sciences économiques et commerciales)
Diplômé de Psychopédagogie musicale et passionné par l’enseignement, il est à l’origine d'une quarantaine d'ouvrages pédagogiques pour le violon, l'alto, la formation musicale, la flûte, la guitare, la harpe et le piano, dont une méthode de violon traduite en quatre langues et une méthode de Formation Musicale en 8 volumes la plus utilisée en France, dans les conservatoires classés par l’État et les écoles associatives de musique.
Bruno GARLEJ est aussi l'auteur d’un conte musical pour enfants « l’Imparfait » librement inspiré de « Riquet à la Houppe » de Charles PERRAULT en collaboration avec Dominique GARLEJ et Patrick ZYGMANOVSKI - Récitante Coline SERREAU (CD l’Algarade). A ce titre, il a été nommé aux prix de l'édition musicale en 2016.
Auteur d'une pièce pour chœur d'enfants et petit ensemble "Libres et égaux" pour commémorer le 70e anniversaire de la déclaration universelle des droits de l'homme. Cette initiative a reçu les félicitations de la Présidence de la République et a reçu le Prix des défis de la Musique par la Fédération Française de l'Enseignement Artistique.
Auteur d’un ouvrage intitulé « Courant d’air » et préfacé par Jean-Noël BARROT, Ministre des affaires étrangères. Les droits d’auteur de cet ouvrage sont au profit de l’Association LEO qui aide les familles des enfants malades de cancer et collecte des fonds pour la recherche sur les cancers pédiatriques
De 1997 à 2021, Bruno GARLEJ a dirigé le Conservatoire de Musique, de Danse et d'Art Dramatique de Suresnes, établissement à rayonnement communal.
Membre de jury du Diplôme d’Etat - Membre de la SACEM 
Membre de la Société des Amis de Montaigne
Membre de l’Association Autour de Christian Bobin
1er maire-adjoint chargé du rayonnement culturel - Chevreuse (78)
Nommé Chevalier des Arts et Lettres par le Ministre de la Culture (arrêté du 12 mars 2019).

## Publications

### Aux éditions Lemoine
- Le petit violon dans l’âme - Recueil de morceaux pour violon et piano
- Le violon dans l’âme vol. 1 - Recueils de morceaux pour violon et piano
- Le violon dans l’âme vol. 2 - Recueils de morceaux pour violon et piano
- Le violon dans l’âme vol. 3 - Recueils de morceaux pour violon et piano
- Méthode de violon volume 1 - traduction en 4 langues
- Méthode de violon volume 2  - traduction en 4 langues
- Méthode d’alto volume 1 - traduction en 4 langues
- Méthode d’alto volume 2 - traduction en 4 langues
- Les as du violon - 26 études faciles pour le  violon
- Découvrir Mozart - duos pour 2 violons
- Mouvement perpétuel de N. Paganini - révision pour violon et piano
- Étude opus 2 de A. Scriabine - transcription pour violon et piano
- Mélodie de P.I. Tchaïkovski - révision pour violon et piano
- Trois pensées musicales de M. Berthomieu (révision pour violon et piano)
- Duos en toutes saisons - duos pour violon et guitare
- Duos en toutes saisons - duos pour flûte et guitare
- A nous deux - duos pour 2 violons

### Aux éditions Leduc
- Youkali de K. Weill - transcription pour violon et piano
- Pluie d’or de G. Fauré - transcription pour 2 violons et piano
- Tarentelle de G. Fauré - transcription pour 2 violons et piano
- Mélodie opus 10 de G. Fauré - transcription pour 2 violons et piano
- Pluie d’or de G. Fauré - transcription pour 2 flûtes et piano
- Tarentelle de G. Fauré - transcription pour 2 flûtes et piano
- Mélodie opus 10 de G. Fauré - transcription pour 2 flûtes et piano
- Intermezzo de B. Garlej - pour grande harpe ou harpe celtique

### Aux éditions Hit Diffusion (Éditions Billaudot)
Aux éditions Hit Diffusion (Éditions Billaudot)
- Le Petit Violonrama - recueil de pièces pour violon et piano + CD (enregistré par Roland Daugareil, violon solo de l'Orchestre de Paris).
- Le Petit Altorama - recueil de pièces pour alto et piano + CD (enregistré par Bruno Pasquier, professeur au CNSM de Paris et soliste international).
- Violonrama vol. 1 - recueil de pièces pour violon et piano + CD
- Violonrama vol. 2 - recueil de pièces pour violon et piano + CD
- Salsarama - Pièce pour violon et piano
- Apprendre à lire les notes - exercices en clé de sol et clé de fa
- Apprendre à lire le rythme - binaire / ternaire
- Atout Cordes - recueil de morceaux pour violon, alto, violoncelle et contrebasse + CD
- Atout Vents - recueil de morceaux pour flûte, hautbois, clarinette, cor, trompette, saxophone, basson + CD
- Sur la route de Wolfgang - recueil de morceaux pour piano de Mozart  + texte et  CD
- Sur la route de Jean-Sébastien et fils - recueil de morceaux pour piano de Bach  + texte et  CD
- Le Temps des Études - Anthologie de 42 études célèbres à la 1re position
- 1001 secondes de mise en doigt (3 niveaux d'exercices d'échauffement)
- 40 caprices de Kreutzer + 2 CD (enregistré par Nicolas Dautricourt, soliste international)
- Destination Musique 1re année (ouvrage de formation musicale)
- Destination Musique 2e année (ouvrage de formation musicale)
- Destination Musique 2e année (ouvrage de formation musicale)
- Destination Musique 4e année (ouvrage de formation musicale)
- Destination Musique 5e année (ouvrage de formation musicale)
- Destination Musique 6e année (ouvrage de formation musicale)
- Destination Musique 7e année (ouvrage de formation musicale)
- Destination Musique 8e année (ouvrage de formation musicale)
- Violonrama La Méthode (Méthode de violon pour les débutants)

### AuxÉditions Billaudot
- Danse allemande L.V. Beethoven - transcription pour violon et piano
- Juste une minute de Bruno Garlej - 36 études pour violon (1er cycle)
- Seul en double de Karol Beffa - sur les doubles de JS Bach - Collection Bruno Garlej

### Aux éditions Cis
- Musique pour rêver - recueil de morceaux pour débutants

### Aux éditions Fertile Plaine
- Lo stesso tango - morceau pour débutants pour violon ou alto ou violoncelle et piano
- Plus qu'une étude - morceau pour violon seul tiré de l'étude pour guitare de Fernando Sor

### Aux éditions Complicités
- Courant d'airs - Livre poétique sur la musique (droits reversés au profil de l'Association LEO qui oeuvre pour les enfants atteints de cancer et aident les familles)

## Décorations
- Chevalier de l'ordre des Arts et des Lettres Il est fait chevalier le 12 mars 2019[2].